# Бухарский квартал

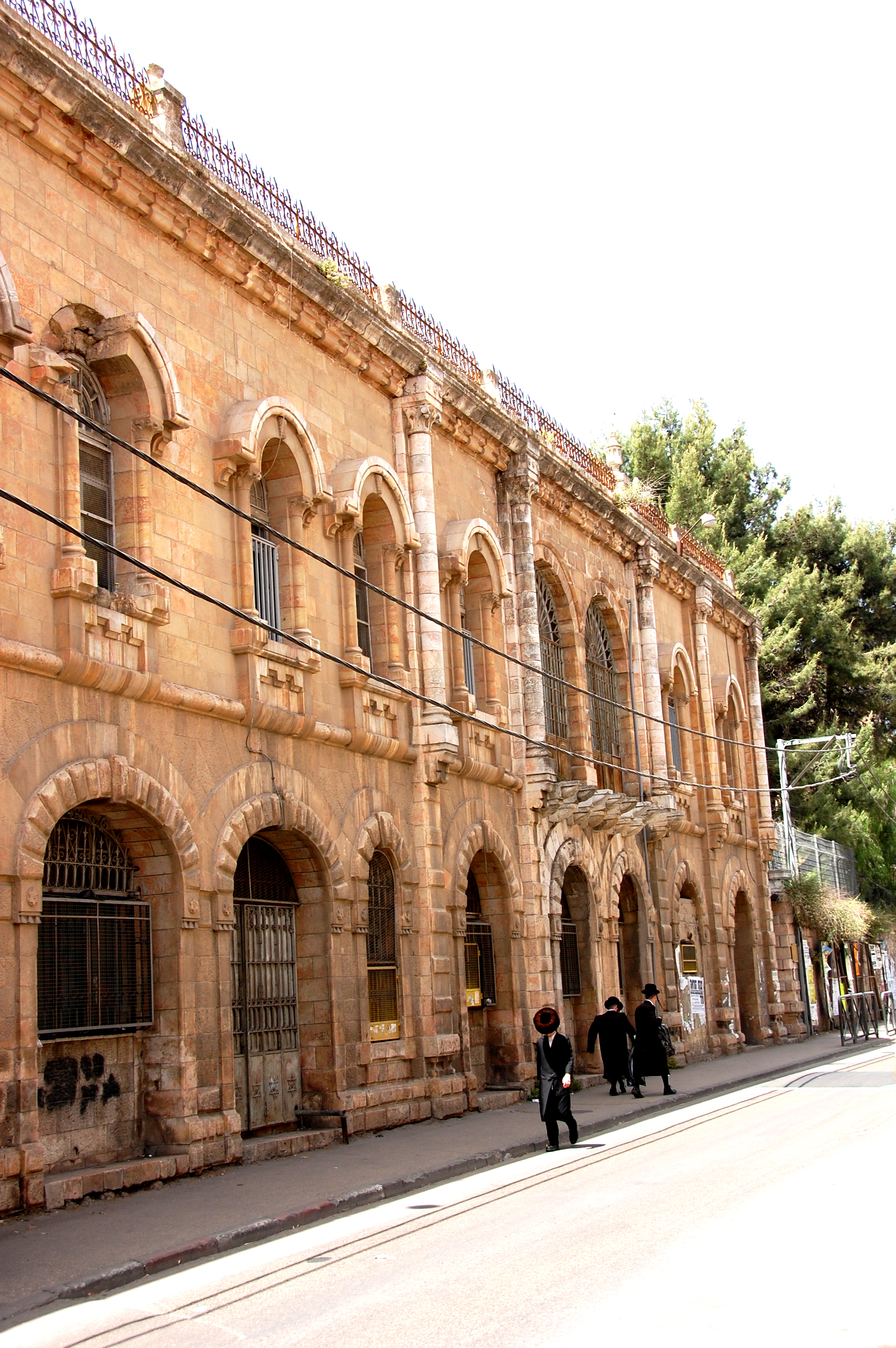
Дом Ягудаева

Бухарский квартал (ивр. שכונת הבוכרים [шхунат ха-бухарим] — район/квартал бухарцев) — районный топоним в центре Иерусалима. Квартал бухарцев был построен в 1894 году бухарскими евреями, среди которых выделялся раввин Шломо Мусаев, потомкам которого до сих пор принадлежит часть недвижимости в квартале. Являлся самым роскошным кварталом за пределами иерусалимской крепости. В Первую мировую войну пришёл в упадок вследствие выселения его жителей османской администрацией как российских подданных. Сохранилось несколько строений и топоним. Бухарский квартал расположен в северной части центра Иерусалима, и граничит со следующими районами; с севера — с районом Санэдрия, с запада — с районом Керем Авраам, с юга — с районом Геула, с востока — с районом Бейт Исраэль.

## История
С 1868 года до Первой мировой войны, 1500 из 16 тысяч человек, проживающих в районе Бухары, эмигрировали в Иерусалим. После революции 1917 года в России, в период между 1920 и 1930 годами, около 4000 бухарских евреев бежали в Палестину через Афганистан и Персию. Около 800 из них были убиты или умерли от голода в дороге.